# Щепин, Павел Мардарьевич
Павел Мардарьевич Щепин — артист московской труппы императорских театров; драматический актёр, оперный певец (тенор и баритон), режиссёр, драматург, композитор.

## Сохранившаяся информации из биографии
Учился в Московской театральной школе. Пружанский А. М. пишет, что П.Щепин в 1828—1849 гг. выступал на сцене московского Большого театра. Однако есть данные, что Павел Щепин был зачислен артистом Малого театра с 23 января 1827 г. А в то время Малый и Большой театр представляли собой единую московскую труппу императорских театров, и представления давались одной труппой на обеих сценах, ещё не разделяясь на драматическую и музыкальную части.
Разностороннее дарование Павла Мардарьевича Щепина проявилось рано. Ещё будучи учеником, он со своим одноклассником, тоже воспитанником московской театральной школы Н. И. Куликовым, сочинили одноактную оперу-водевиль «Прогулки калифа», поставленную через некоторое время на сцене Большого театра 27 июня 1830 в бенефис артиста Виноградова.
В дальнейшем, поступив в Московскую императорскую труппу, он служил и драматическим актёром, и певцом — причем во многих постановках был самым первым исполнителем, — и режиссёром; сочинил два оперных либретто совместно с Н.Куликовым, а кроме того, написал музыку к некоторым спектаклям. Как оперный исполнитель обладал обширным диапазоном голоса и выступал и в теноровых партиях, и в баритоновых.
И тем не менее про этого артиста история сохранила очень мало сведений. Даже неизвестны даты его жизни, из какого сословия происходил, никакие факты биографии или ещё какие-либо иные сведения. Известно, что там же музыкантом-скрипачом служил его брат, Щепин Артемий Мардарьевич. Информация об этом сохранена в письмах А. С. Пушкина, который участвовал в его судьбе и обращался по этому поводу к управляющему конторой московских театров М. Н. Загоскину 14 июля 1830 г., будучи в Москве, одновременно упоминая роль Павла Щепина — австрийского императора в балете «Венгерская хижина».
Всё творчество Павла Мардарьевича Щепина было неразрывно связано с московской театральной труппой, там он имел несколько бенефисов, в том числе 24 апреля 1833, разделенный совместно с выдающимся артистом московской труппы В. И. Живокини.
Пел п/у И. И. Иоганниса, И. Фельцмана, Ф. Е. Шольца.
Список драматических ролей П.Щепина выяснитьить не удалось. Благодаря записке А. С. Пушкина стала известна одна из ролей — император в балете «Венгерская хижина», а список работ в оперной части труппы (роли и постановки) установлен благодаря А. М. Пружанскому.

## Творчество

### Роли в театре
- 1828 — «Русалка» С. И. Давыдова или К. Кавоса — Тарабар (впервые в Большом театре)
- 1828 — «Алина, королева Голкондская» Ф. Буальдьё — Узбек (впервые в Большом театре)
- 1830 — «Иван-царевич» А. П. Полякова — Морской чудо-молодец (первый исполнитель; роль Бабы-Яги исполнял М. С. Щепкин[7])
- 13 июля 1830 — «Венгерская хижина», балетмейстер А.Глушковский — австрийский император Леопольд (на сцене московского Нескучного сада, на представлении были А. С. Пушкин и М. Н. Загоскин[2])
- 1831 — «Фра-Дьяволо, или Гостиница в Террачине» Д. Обера — Джакомо (впервые в Большом театре)
- 1831 — «Две ночи» Ф. Буальдьё — Лорд Фингар
- 1831 — «Осада Коринфа» Дж. Россини — Омар (впервые в Большом театре)
- 1832 — «Лодоиска, или Благодетельный татарин» Л. Керубини — Фарбель (впервые в Большом театре)
- 14 октября 1832 — «Рославлев», пьеса А. А. Шаховского (по роману М. Н. Загоскина «Рославлев, или Русские в 1812 году», музыка А. Верстовского и А. Варламова — Зарецкий (впервые в Большом театре; в бенефис Н. В. Репиной).
- 1832 — «Сильвана» К. М. Вебера — Альберт
- 1832 — «Падение Мекки» П. Винтера — Фанор
- 1832 — «Вадим, или Пробуждение двенадцати спящих дев» А. Верстовского — Боян (первый исполнитель)
- 1833 — «Русский ямщик, или Сокол с места, а ворона на место», интермедия-дивертисмент — Алексей Патокин (первый исполнитель)
- 1833 — «Цампа, морской разбойник, или Мраморная невеста» Л. Герольда — Даниель Капуцциа
- 1834 — «Сорока-воровка, или Опасность судить по наружности» Дж. Россини — Готтардо (впервые в Большом театре)
- 1834 — «Лейчестер и Елизавета, или Замок Кенильворт» Д. Обера — Робар (впервые в Большом театре)
- 1834 — «Ивановщина, или Именины пращура», шутка-дивертисмент — Днестров (первый исполнитель)
- 1834 — «Эмма, или Безрассудные обещания» Д. Обера — Фриллер
- 1834 — «Тайный брак, или Поединок в Пре о’Клер» Л. Герольда — Жирод
- 1835 — «Леокадия» Д. Обера — Дон Фернанд
- 1835 — «Мельница в горах, или Союзные войска во Франции 1814 года» К. Рейсигера — Этьен
- 1835 — «Аскольдова могила» А. Верстовского — Всеслав (первый исполнитель)
- 1836 — «Ещё чудные встречи, или Суматоха в Сокольниках», музыка Николо Изуара — Андрей (первый исполнитель)
- 1836 — «Орлиное гнездо в Богемских горах» Ф. Глэзера — Реннер
- 1836 — «Клятва, или Делатели фальшивых монет» Д. Обера — Андиоль
- 1837 — «Сара, шотландская сирота» А. Гризара — Дугаль
- 1837 — «Элиза и Клавдио» Д. Меркаданте — Маркиз Трикотацио (впервые в Большом театре)
- 1838 — «Ганс Гейлинг, или Царь земных духов» Г. Маршнера — Стефан
- 1838 — «Эдинбургская темница» М. Э. Карафы — Том (впервые в Большом театре)
- 1838 — «Чёрное домино, или Таинственная маска» Д. Обера — Жиль-Перец
- 1839 — «Почтальон из Лонжюмо» А. Адана — Бижу
- 1839 — «Престонский пивовар» А. Адана — Оливье Женкинс
- 1840 — «Велизарий» Г. Доницетти — Юстиниан (впервые в Большом театре)
- 16 сентября 1841 — «Немой поневоле», опера-водевиль, музыка Штуцмана — Рибулар (первый исполнитель[1], в бенефис балетмейстера Т. Герино[3])
- 30 января 1842 — «Вот так пилюли! Что в рот, то спасибо», опера-водевиль Д. Т. Ленского, авторская переделка французского водевиля Ф. Лалу, О. Анисе-Буржуа и Лорана «Les pilules du diable»; музыка Штуцмана — Альберт (первый исполнитель; в бенефис машиниста Л.-П. Пино)[3]
- 1846 — «Вильгельм Телль» Дж. Россини — Карл Смелый (впервые в Большом театре)

Партнёры: А. О. Бантышев, Пётр А. Булахов, В. И. Живокини, Н. В. Лавров, М. К. Леонова, И. А. Максин, Н. В. Репина, А. Сабурова, В. М. Самойлов, Е. Сандунова, М. С. Щепкин.

### Постановки в театре
- 1841 — «Фаворитка» Г. Доницетти
- 1841 — «Две ночи» Ф. Буальдьё
- 1842 — «Вот так пилюли! Что в рот, то спасибо» С. И. Штуцмана (первая постановка оперы)
- 7 сентября 1842 — «Жизнь за царя» М. И. Глинки (первая постановка в Большом театре)
- 1842 — «Любовный напиток» Г. Доницетти (первая постановка в Большом театре)
- 1843 — «Лючия ди Ламмермур» Г. Доницетти (первая постановка в Большом театре)
- 1843 — «Бронзовый конь» Д. Обера (первая постановка в Большом театре)
- 1844 — «Норма» В. Беллини
- 1844 — «Принц-маляр, или Козимо» Э. П. Прево
- 1844 — «Сон наяву, или Чурова долина» А. Н. Верстовского (первая постановка оперы)
- 1845 — «Ольга, дочь изгнанника» М. Бернарда (первая постановка в Большом театре)
- 1845 — «Илья-богатырь» К. Кавоса
- 1845 — «Тайный брак, или Поединок в Пре о’Клер» Л. Герольда
- 1845 — «Чёрное домино, или Таинственная маска» Д. Обера
- 1845 — «Русалка» С. И. Давыдова
- 1846 — «Русалка» Ф. Кауэра
- 1846 — «Фра-Дьяволо, или Гостиница в Террачине» Д. Обера
- 1846 — «Водовоз, или Двухдневное приключение» Л. Керубини
- 1846 — «Велизарий» Г. Доницетти
- 1846 — «Швейцарская хижина» А. Адана
- 1846 — «Руслан и Людмила» М. Глинки (первая постановка в Большом театре)
- 1846 — «Вильгельм Телль» Дж. Россини (первая постановка в Большом театре)
- 1846 — «Роберт д’Эвере, или граф Эссекский» Г. Доницетти (первая постановка в Большом театре)
- 1847 — «Казак-стихотворец» К. Кавоса (первая постановка в Большом театре)
- 1847 — «Дочь полка» Г. Доницетти (первая постановка в Большом театре)
- 1847 — «Чертенок розового цвета в отпуску» Пьера Гаво (первая постановка в Большом театре)
- 1847 — «Эсмеральда» А. Даргомыжского (первая постановка оперы)
- 1847 — «Князь-невидимка, или Личарда-волшебник» К. Кавоса
- 1847 — «Вольный стрелок» К. М. Вебера
- 1847 — «Лукреция Борджиа» Г. Доницетти
- 1848 — «Мушкетеры королевы» Ж. Ф. Галеви
- 1848 — «Таинственные духи, или Проклятое место» В. Мюллера
- 1849 — «Красавица с золотыми волосами», музыка из произведений Д. Ф. Обера, Л. Герольда, Ф. Галеви, К. М. Вебера, Г. Спонтини, Адольфа Шарля Адана, А. Варламова (первая постановка оперы)
- 1849 — «Варвара, ярославская кружевница» А. Львова (первая постановка в Большом театре)
- 1849 — «Фенелла, или Немая из Портичи» Д. Обера (впервые в Москве, впервые в Большом театре; на итальянском языке[8])
- 1849 — «Алессандро Страделла» Ф. Флотова
- 1849 — «Ломбардцы в первом крестовом походе» Дж. Верди
- 1849 — «Агнесса» («Отец и дочь») Ф. Паэра
- 1849 и 1854 — «Аскольдова могила» А. Верстовского
- 1850 — «Вадим, или Пробуждение двенадцати спящих дев» А. Верстовского
- 1850 — «Иосиф в Египте» Э. Мегюля
- 1850 — «Сирена» Д. Обера
- 1850 — «Дон Паскуале» Г. Доницетти
- 1851 — «Дина-цыганка» Ю. Бенедикта
- 1851 — «Сватанье на Гончаровке», музыка разных авторов (первая постановка оперы)
- 1851 — «Казачка, или Возвращение из похода» В. М. Кажиньского (первая постановка в Большом театре)
- 1851 — «Москаль-чаровник» («Солдат-колдун»), музыка в аранжировке А. С. Гурьянова
- 1851 — «Пан Твардовский» А. Верстовского
- 1852 — «Весталка» Г. Спонтини
- 1852 — «Царица роз» Ж. Ф. Галеви
- 1853 — «Клятва, или Делатели фальшивых монет» Д. Обера
- 1853 — «Невеста» Д. Обера
- 1853 — «Сомнамбула» В. Беллини
- 1854 — «Староста Борис, или Русский мужичок и французские мародеры» А. Львова
- 1855 — «Мельник — колдун, обманщик и сват» М. Соколовского

## Драматургическая деятельность
Автор либретто:
- 1830 — «Прогулки калифа», опера-водевиль (совместно с Н. И. Куликовым)
- 1836 — «Скряги в тисках», опера-водевиль (совместно с Н. И. Куликовым)

## Композиторская деятельность
Автор музыки к спектаклям:
- «Скряги в тисках». Опера-водевиль в 1 д. Пер. с фр. Д. Т. Ленского (премьера прошла 17 января 1836 в Большом театре в бенефис артиста оперной труппы Н. В. Лаврова)[3]
- «Барышня-крестьянка». Водевиль в 2 д. Н. А. Коровкина по повести А. С. Пушкина (премьера прошла в Большом театре 27 октября 1839 в бенефис Н. В. Репиной)[3]